# Bulbophyllum delitescens
Bulbophyllum delitescens é uma espécie de orquídea (família Orchidaceae) pertencente ao gênero Bulbophyllum. Foi descrita por Henry Fletcher Hance em 1876.